# Spullersee

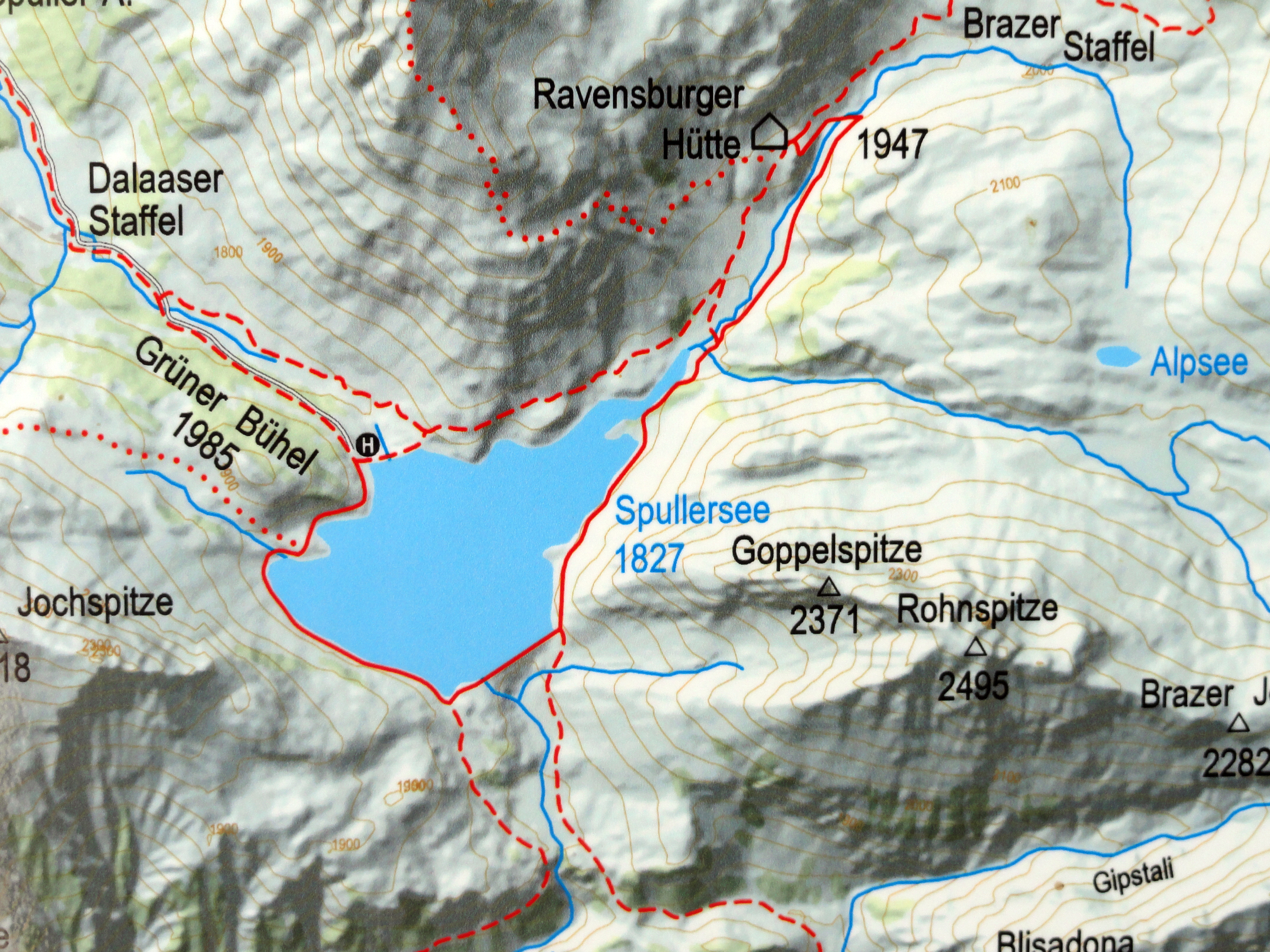
Detaljkarta på tyska.

Spullersee är ett vattenmagasin i Österrike. Det ligger i distriktet Bludenz och förbundslandet Vorarlberg, i den västra delen av landet, 500 km väster om huvudstaden Wien. Spullersee ligger 1 803 meter över havet. Arean är 0,29 kvadratkilometer. Den sträcker sig 0,5 kilometer i nord-sydlig riktning, och 0,8 kilometer i öst-västlig riktning.
Dammbyggnaden uppfördes mellan 1919 och 1925 av Österrikiska förbundsjärnvägarna (ÖBB) och det tillhörande vattenkraftverket försörjer en järnvägslinje (Arlbergbahn). Magasinet är på vissa ställen 56 meter djup. Öring (Salmo trutta) introducerades i sjön och därför är magasinet omtyckt av fiskare.